# On Record
On Record es el segundo álbum de estudio de la banda de rock canadiense April Wine, grabado y lanzado a la venta en 1972, sin obtener resultados favorables.

## Lista de canciones
1. "Farkus" (instrumental) – 1:53
2. "You Could Have Been a Lady" (Errol Brown y Tony Wilson) – 3:40
3. "Believe in Me" – 4:02
4. "Work All Day" – 3:08
5. "Drop Your Guns" (David Henman) – 3:37
6. "Bad Side of the Moon" (Elton John y Bernie Taupin) – 3:36
7. "Refuge" (David Henman) – 5:08
8. "Flow River Flow" – 3:25
9. "Carry On" – 2:33
10. "Didn't You" (Jim Clench) – 4:58

## Formación
- Myles Goodwyn - voz y guitarra
- David Henman - guitarra y coros
- Ritchie Henman - batería
- Jim Clench - bajo y coros